# 동진쎄미켐
주식회사 동진쎄미켐은 반도체 및 디스플레이용 재료, 대체에너지용 재료와 발포제를 제조 판매하는 대한민국의 기업이다.

## 역사
1967년에 발포제 사업을 시작으로 창업하였다.

## 제품
반도체 칩 및 TFT-LCD, 노광공정 후에 감광층 등을 식각, 박리, 세척 등에 사용되는 화학제품을 생산한다.

## 사채 발행
이차전지 분야에 대한 투자 소요를 충당하기 위해 최대 5천억원 규모의 전환사채 발행을 추진중에 있다.

## 지배 구조
오너 일가가 동진홀딩스를 통해 포토레지스트 원재료(폴리머)를 공급하는 비상장 회사 아이노스를 소유있는데 회사의 최대 고객사는 물론 동진쎄미켐이고 아이노스가 동진쎄미켐의 성장 과실을 차지하고 있다는 비판이 있다.